# Butia archeri
Butia archeri là loài thực vật có hoa thuộc họ Arecaceae. Loài này được (Glassman) Glassman mô tả khoa học đầu tiên năm 1979.